# هری مک‌کوی
هری مک‌کوی (به انگلیسی: Harry McCoy) (زاده ۱۰ دسامبر ۱۸۸۹ - درگذشت ۱ سپتامبر ۱۹۳۷) بازیگر اهل ایالات متحده آمریکا بود.
از فیلم‌هایی که وی در آن‌ها نقش داشته است، می‌توان به برد با اختلاف اندک، آن حلقه کوچک طلا، آشنایی اتفاقی چاقالو، عشق‌بازی زودگذر و بی‌پروای چاقالو، قهقه‌های مینی و چاقالو،همین دور و برا باش، او به شکار می‌رود و دیوانه بازیگری اشاره نمود.